# Die Anhörung
Die Anhörung ist ein schweizerischer Dokumentarfilm von 2023, der die Anhörung im Asylverfahren vor dem schweizerischen Staatssekretariat für Migration (SEM) betrachtet.
Es ist der erste lange Dokumentarfilm von Lisa Gerig.

## Inhalt
Der Film zeigt, wie vier reale Asylbewerber mit echten Mitarbeitern des SEM ihre Anhörung im Asylverfahren nachspielen. Im Anschluss dürfen diese umgekehrt den Mitarbeitern Fragen stellen.

## Rezeption
Die Anhörung erhielt den Prix de Soleure der 59. Solothurner Filmtage. Die Jury lobte den Film für seine Ehrlichkeit und Klarheit. Der Regisseurin gelinge es [...] durch einen genialen Schachzug, die Befragten aus ihrer Opferrolle zu befreien und dadurch einen Raum und ausgleichenden Gerechtigkeit zu eröffnen. Irene Genhart bezeichnet den Film auf Cineman als «aufrüttelnd».
Der Film wurde mit dem Schweizer Filmpreis 2024 in der Kategorie Bester Dokumentarfilm ausgezeichnet.